# Coupe du Kazakhstan de football 2005
Navigation
Édition précédente Édition suivante
La Coupe du Kazakhstan 2005 est la 14e édition de la Coupe du Kazakhstan depuis l'indépendance du pays. Elle prend place du 15 avril au 11 novembre 2005.
Un total de 41 équipes prennent part à la compétition, toutes issues des deux premières divisions nationales kazakhes pour la saison 2005.
La compétition est remportée par le Jenis Astana qui l'emporte face au Kaïrat Almaty à l'issue de la finale et gagne sa troisième coupe nationale. Ce succès aurait dû permettre au club de se qualifier pour le premier tour de qualification de la Coupe UEFA 2006-2007, mais il ne parvient à apporter les garanties financières nécessaires à l'UEFA. La place qualificative revient donc au Kaïrat en tant que finaliste de la compétition.

## Tour préliminaire
Les rencontres de ce tour sont jouées entre le 15 et le 18 avril 2005 et concerne exclusivement les équipes de la deuxième division.
| Date          | Club                             | Score  | Club                         |
| ------------- | -------------------------------- | ------ | ---------------------------- |
| 15 avril 2005 | Tsesna Almaty (D2)               | 10 - 1 | (D2) Jastar Oural            |
| 17 avril 2005 | Chakhtior-Iounost Karagandy (D2) | 3 - 1  | (D2) Khimik Stepnogorsk      |
| 17 avril 2005 | Vostok-2 Öskemen (D2)            | 2 - 0  | (D2) FK Semeï-2              |
| 17 avril 2005 | Bulat-CSKA Temirtaou (en) (D2)   | 0 - 3  | (D2) FK Semeï                |
| 17 avril 2005 | Ayat Roudny (D2)                 | 0 - 1  | (D2) Batyr Ekibastouz        |
| 17 avril 2005 | Ordabasy-2 Chimkent (D2)         | 2 - 1  | (D2) Jetyssou-2 Taldykourgan |
| 17 avril 2005 | Yassi Sayram (D2)                | 1 - 2  | (D2) Jeleznodorojnik Almaty  |
| 18 avril 2005 | Kaysar Kyzylorda (D2)            | 6 - 0  | (D2) Kaspiy Aqtaw            |

## Seizièmes de finale
Les rencontres de ce tour sont jouées le 26 avril 2005. Il voit l'entrée en lice de l'ensemble des équipes restantes et notamment les seize clubs de la première division.
| Date          | Club                             | Score                | Club                          |
| ------------- | -------------------------------- | -------------------- | ----------------------------- |
| 26 avril 2005 | FK Aktobe-Jas (D2)               | 0 - 1 ap             | (D1) FK Almaty                |
| 26 avril 2005 | Batyr Ekibastouz (D2)            | 2 - 2 ap (5 - 6 tab) | (D1) Okjetpes Kökşetaw        |
| 26 avril 2005 | Jambil Taraz (D2)                | 0 - 6                | (D1) FK Atyraou               |
| 26 avril 2005 | Jeleznodorojnik Almaty (D2)      | 1 - 3                | (D1) Vostok Öskemen           |
| 26 avril 2005 | Mounaïly Atyraou (D2)            | 1 - 5                | (D1) Chakhtior Karagandy      |
| 26 avril 2005 | Tsesna Almaty (D2)               | 0 - 4                | (D1) Jenis Astana             |
| 26 avril 2005 | Iesil-Bogatyr-2 Petropavl (D2)   | 1 - 4                | (D1) Tobol Kostanaï           |
| 26 avril 2005 | FK Taraz (D1)                    | 6 - 2                | (D2) Energetik Pavlodar       |
| 26 avril 2005 | Chakhtior-Iounost Karagandy (D2) | 1 - 4                | (D1) Bulat Temirtaou (en)     |
| 26 avril 2005 | Gorniak Khromtaou (D2)           | 1 - 2                | (D1) Jetyssou Taldykourgan    |
| 26 avril 2005 | Kaysar Kyzylorda (D2)            | 2 - 0                | (D1) Ekibastouzets Ekibastouz |
| 26 avril 2005 | Irtych-2 Pavlodar (D2)           | 0 - 3                | (D1) Ordabasy Chimkent        |
| 26 avril 2005 | FK Semeï (D2)                    | 2 - 3 ap             | (D1) Iesil-Bogatyr Petropavl  |
| 26 avril 2005 | Eurasia Astana (D2)              | 1 - 6                | (D1) Irtych Pavlodar          |
| 26 avril 2005 | Ordabasy-2 Chimkent (D2)         | 0 - 8                | (D1) FK Aktobe                |
| 26 avril 2005 | Vostok Öskemen (D2)              | 0 - 8                | (D1) Kaïrat Almaty            |

## Huitièmes de finale
Les rencontres de ce tour sont jouées le 3 mai 2005.
| Date       | Club                         | Score    | Club                      |
| ---------- | ---------------------------- | -------- | ------------------------- |
| 3 mai 2005 | Jenis Astana (D1)            | 3 - 0    | (D1) Bulat Temirtaou (en) |
| 3 mai 2005 | Iesil-Bogatyr Petropavl (D1) | 1 - 0 ap | (D1) FK Aktobe            |
| 3 mai 2005 | Vostok Öskemen (D1)          | 1 - 0    | (D1) Tobol Kostanaï       |
| 3 mai 2005 | Kaysar Kyzylorda (D2)        | 0 - 1    | (D1) FK Atyraou           |
| 3 mai 2005 | Irtych Pavlodar (D1)         | 0 - 1    | (D1) FK Taraz             |
| 3 mai 2005 | Jetyssou Taldykourgan (D1)   | 2 - 1 ap | (D1) Chakhtior Karagandy  |
| 3 mai 2005 | Ordabasy Chimkent (D1)       | 3 - 0    | (D1) FK Almaty            |
| 3 mai 2005 | Kaïrat Almaty (D1)           | 1 - 0    | (D1) Okjetpes Kökşetaw    |

## Quarts de finale
Les quarts de finales sont disputés sous la forme de confrontations en deux manches, les matchs aller étant joués le 17 mai 2005 et les matchs retour le 21 juin.
| Club                         | Score | Club                       | Aller | Retour   |
| ---------------------------- | ----- | -------------------------- | ----- | -------- |
| Iesil-Bogatyr Petropavl (D1) | 1 - 2 | (D1) Jenis Astana          | 1 - 0 | 0 - 2 ap |
| FK Atyraou (D1)              | 2 - 1 | (D1) Vostok Öskemen        | 1 - 0 | 1 - 1    |
| FK Taraz (D1)                | 2 - 1 | (D1) Jetyssou Taldykourgan | 1 - 1 | 3 - 2    |
| Ordabasy Chimkent (D1)       | 0 - 3 | (D1) Kaïrat Almaty         | 0 - 2 | 0 - 1    |

## Demi-finales
Les demi-finales sont disputées sous la forme de confrontations en deux manches, les matchs aller étant joués le 6 juillet 2005 et les matchs retour le 3 août.
| Club              | Score | Club               | Aller | Retour |
| ----------------- | ----- | ------------------ | ----- | ------ |
| Jenis Astana (D1) | 2 - 1 | (D1) FK Atyraou    | 2 - 2 | 2 - 0  |
| FK Taraz (D1)     | 2 - 4 | (D1) Kaïrat Almaty | 1 - 2 | 1 - 2  |

## Finale
La finale de cette édition oppose le Jenis Astana au Kaïrat Almaty. Les deux clubs affichent chacun une certaine expérience à ce niveau de la compétition, le Kaïrat ayant déjà pris part à six finales depuis 1992, dont cinq remportées, et atteint ce stade de la compétition pour la troisième année de suite ; le Jenis dispute quant à lui sa quatrième finale depuis 2001, l'ayant déjà emporté par deux fois lors des éditions 2000-2001 et 2002. Les deux équipes s'étaient de plus déjà affrontées une fois en finale lors de la saison 2001, qui avait alors vu le Kaïrat s'imposer sur le score de 3 buts à 1.
Disputée le 11 novembre 2005 au stade Kazhymukan Munaitpasov de Chimkent, la rencontre voit le Jenis ouvrir le score dès la 19e minute de jeu par l'intermédiaire de Pavel Beganski (en). Les Almatiens réagissent cependant rapidement et égalisent six minutes plus tard grâce à un but de Ion Luțu. Ces buts s'avèrent être les seuls inscrits au cours du temps règlementaire, poussant les équipes à se départager durant la prolongation. Celle-ci voit la situation se débloquer du côté astanais lorsque Nilton Mendes finit par inscrire le but de la victoire à la 116e minute de jeu et permet au Jenis de décrocher sa troisième coupe nationale.
| Entraîneur :            |
| Vladimir Moukhanov (en) |

| Entraîneur :                 |
| Vladimir Gulyamhaydarov (en) |

| Entraîneur :            |
| Vladimir Moukhanov (en) |

| Entraîneur :                 |
| Vladimir Gulyamhaydarov (en) |